# Ostrówek (powiat wieluński)
Ostrówek – wieś w Polsce położona w województwie łódzkim, w powiecie wieluńskim, w gminie Ostrówek.
Przez obrzeża wsi przebiega droga krajowa nr 45 łącząca Sieradz z Wieluniem.

## Historia
Do 1953 roku miejscowość była siedzibą gminy Skrzynno. W latach 1975–1998 miejscowość należała administracyjnie do województwa sieradzkiego.

## Galeria

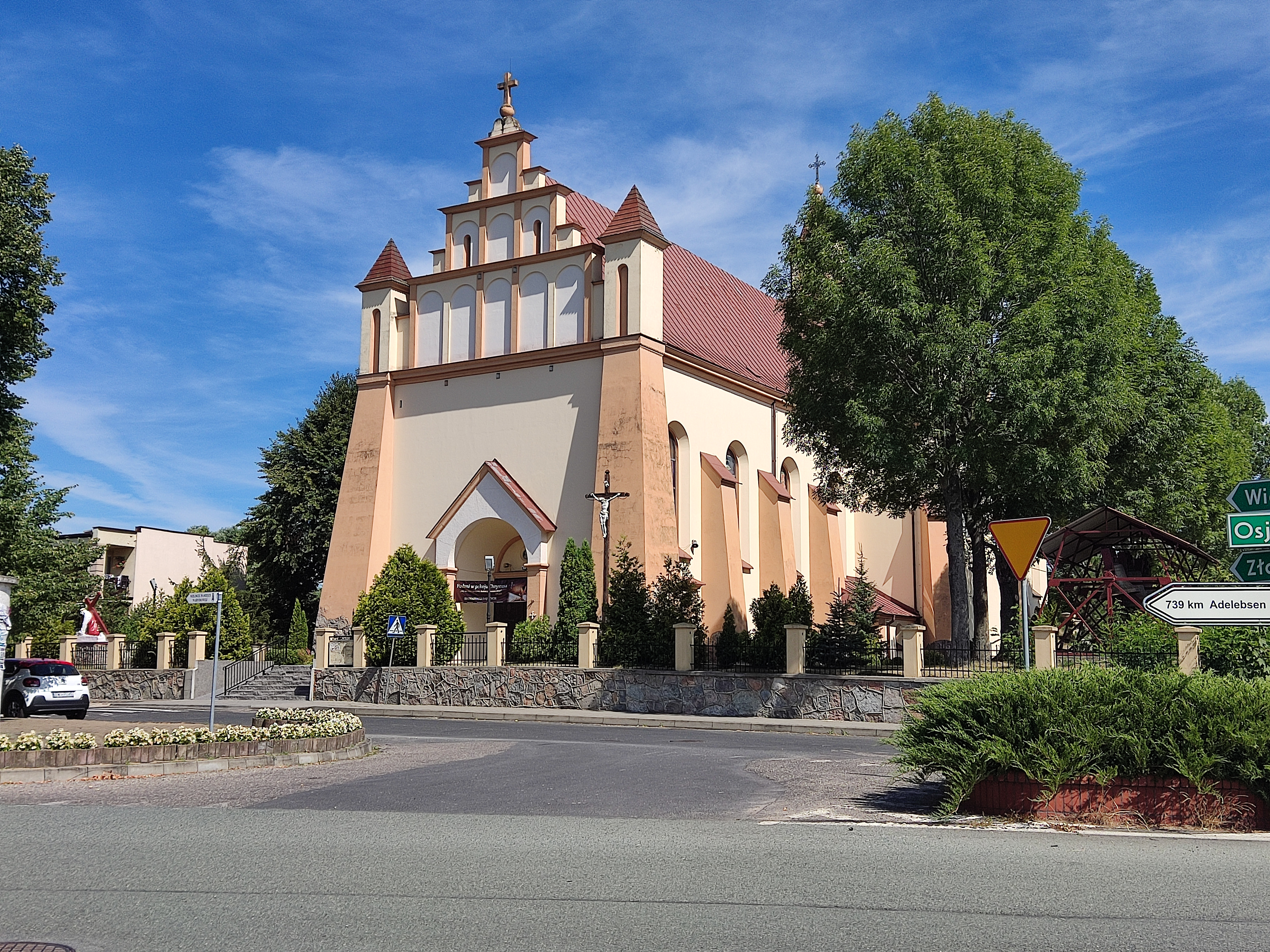
Kościół Trójcy Przenajświętszej